# Михель, Свен
Свен Ми́хель (нем. Sven Michel; род. 30 марта 1988, Бринц, Берн) — швейцарский кёрлингист, чемпион мира среди смешанных пар и чемпион Европы среди мужчин. Участник зимних Олимпийских игр 2014 и 2022 годов.

## Карьера
Свой первый международный успех Свен Михель отпраздновал на чемпионате Европы среди смешанных команд 2010 года в Хоувуде, выиграв серебряную медаль. Он играл там в качестве второго в команде скипа Клаудио Пеца, также членами команды были: сестра Клаудио Алина Пец и Gioia Oechsle.
В начале апреля 2011 года Свен Михель впервые принял участие в чемпионате мира. Он поддержал команду клуба Санкт-Мориц скипа Кристоф Шваллер в качестве запасного. Команда не смогла выйти в плей-офф и завершила турнир на седьмом месте. В этом же году он выиграл чемпионат мира среди смешанных пар в Сент-Поле вместе с Алиной Пец.
В качестве скипа он впервые принял участие в чемпионате мира весной 2013 года. Его команда не попала в плей-офф и заняла седьмое место. Свою первую золотую медаль на чемпионате Европы Свен Михель завоевал на чемпионате Европы 2013 года при своем третьем участии в чемпионате Европы в качестве скипа. Ему не удалось отстоять титул чемпиона Европы на домашнем чемпионате Европы 2014 года. Его команда проиграла матч плей-офф команде Норвегии скипа Томаса Ульсруда, но затем выиграла у Италии в матче за 3-е место.
В сезоне 2015/2016 команда Адельбодена объединилась с командой кёрлинг-клуба Берна скипа Марка Пфистера и его брата Энрико Пфистера. Вновь сформированная команда выиграла чемпионат Швейцарии в феврале 2016 года и квалифицировалась на домашний чемпионат мира в Базеле. Несмотря на высокие ожидания, команде не удалось попасть в плей-офф, завершив турнир на 9-м месте. Из-за неутешительного результата на чемпионате мира команда рассталась со Свеном Мишелем, его давним скипом. Его заменил Марк Пфистер.
С сезона 2018/19 он играет в качестве преемника Клаудио Пеца на позиции третьего в команде Петера де Круза.

## Достижения
- Чемпионат мира по кёрлингу среди мужчин: серебро (2025), бронза (2019, 2021, 2023).
- Чемпионат Европы по кёрлингу: золото (2013), серебро (2022), бронза (2014, 2023).
- Чемпионат Швейцарии по кёрлингу среди мужчин: золото (2013, 2016, 2019, 2021, 2023, 2024, 2025), серебро (2014, 2015, 2020), бронза (2011, 2012).
- Чемпионат Европы по кёрлингу среди смешанных команд: серебро (2010).
- Чемпионат мира по кёрлингу среди смешанных пар: золото (2011, 2018), серебро (2022).
- Чемпионат Швейцарии по кёрлингу среди смешанных пар: золото (2018, 2022, 2025), серебро (2021, 2023), бронза (2020, 2024).
- Чемпионат мира по кёрлингу среди юниоров: бронза (2007).
- Чемпионат Швейцарии по кёрлингу среди юниоров: золото (2005, 2006).

## Команды
| Сезон                                               | Четвёртый               | Третий          | Второй         | Первый            | Запасной | Турниры                                                                  |
| --------------------------------------------------- | ----------------------- | --------------- | -------------- | ----------------- | --- | ------------------------------------------------------------------------ |
| 2004—05                                             | Christian von Gunten    | Свен Михель     | Сандро Тролье  | Patric Schletti   | Stephan Frutiger | ЧШЮ 2005                                                                 |
| 2005—06                                             | Christian von Gunten    | Свен Михель     | Сандро Тролье  | Patric Schletti   | Александр Аттингер тренеры: Heinz Schmid Анита Ягги                                                                  | ЧМЮ 2006                                                                 |
| 2005—06                                             | Christian von Gunten    | Свен Михель     | Сандро Тролье  | Patric Schletti   | | ЧШЮ 2006                                                                 |
| 2006—07                                             | Christian von Gunten    | Свен Михель     | Сандро Тролье  | Michel Gribi      | Клаудио Пец тренеры: Heinz Schmid Анита Ягги                                                                         | ЧМЮ 2007                                                                 |
| 2009—10                                             | Свен Михель             | Сандро Тролье   | Симон Гемпелер | Mathias Graf      | Björn Zryd, Мартин Штуки тренер: Мартин Штуки                                                                        | ЧШМ 2010 (10 место)                                                      |
| 2010—11                                             | Свен Михель             | Сандро Тролье   | Симон Гемпелер | Mathias Graf      | Мартин Штуки, Stefan Maurer тренер: Мартин Штуки                                                                     | ЧШМ 2011                                                                 |
| 2011—12                                             | Свен Михель             | Клаудио Пец     | Сандро Тролье  | Симон Гемпелер    | Доминик Мерки | ЧШМ 2012                                                                 |
| 2012—13                                             | Свен Михель             | Клаудио Пец     | Сандро Тролье  | Симон Гемпелер    | Романо Майер, Роберт Хюрлиман, тренер: Кристоф Циссет                                                                | ЧШМ 2013                                                                 |
| 2012—13                                             | Свен Михель             | Клаудио Пец     | Сандро Тролье  | Симон Гемпелер    | Бенуа Шварц тренер: Роберт Хюрлиман                                                                                  | ЧМ 2013 (7 место)                                                        |
| 2013—14                                             | Свен Михель             | Клаудио Пец     | Сандро Тролье  | Симон Гемпелер    | Михаэль Бруннер, Роберт Хюрлиман, Бенуа Шварц (ЧЕ, ОИ), тренер: Роберт Хюрлиман                                      | ЧШМ 2014 , · ЧЕ 2013 , · ЗОИ 2014 (8 место)                              |
| 2014—15                                             | Свен Михель             | Florian Meister | Симон Гемпелер | Stefan Meienberg  | Meico Oehninger, Роберт Хюрлиман, Марк Пфистер (ЧЕ), тренер: Роберт Хюрлиман                                         | ЧШМ 2015 , · ЧЕ 2014                                                     |
| 2015—16                                             | Свен Михель             | Марк Пфистер    | Энрико Пфистер | Симон Гемпелер    | Рафаэль Мерки (ЧМ), тренер: Роберт Хюрлиман                                                                          | ЧШМ 2016                                                                 |
| 2016—17                                             | Florian Meister         | Paddy Käser     | Свен Михель    | Михаэль Пробст    | Маркус Эгглер, Том Винкельхаузен, тренер: Маркус Эгглер                                                              | ЧШМ 2017 (5 место)                                                       |
| 2018—19                                             | Бенуа Шварц             | Свен Михель     | Петер де Круз  | Валентин Таннер   | Симон Гемпелер (ЧЕ) Клаудио Пец (ЧШМ, ЧМ) тренеры: Андреас Шваллер (ЧЕ), Томас Липс (КМ, ЧЕ, ЧМ), Heinz Müller (ЧШМ) | КМ 2018/19 (1 этап) · (4 место) · ЧЕ 2018 (6 место) · ЧШМ 2019 · ЧМ 2019 |
| 2019—20                                             | Бенуа Шварц             | Свен Михель     | Петер де Круз  | Валентин Таннер   | | ЧШМ 2020                                                                 |
| 2020—21                                             | Бенуа Шварц             | Свен Михель     | Петер де Круз  | Валентин Таннер   | Пабло Лаша (ЧМ) тренер: Ховард Вад Петерссон                                                                         | ЧШМ 2021 · ЧМ 2021                                                       |
| 2021—22                                             | Бенуа Шварц             | Свен Михель     | Петер де Круз  | Валентин Таннер   | Пабло Лаша (ЧЕ, ЗОИ) тренер: Ховард Вад Петерссон (ЧЕ, ЗОИ)                                                          | ЧЕ 2021 (5 место) ЗОИ 2022 (7 место) ЧШМ 2022 (4 место)                  |
| 2022—23                                             | Бенуа Шварц             | Янник Шваллер   | Свен Михель    | Пабло Лаша        | тренер: Ховард Вад Петерссон                                                                                         | ЧЕ 2022 · ЧШМ 2023 · ЧМ 2023                                             |
| 2023—24                                             | Бенуа Шварц             | Янник Шваллер   | Свен Михель    | Пабло Лаша        | Ким Шваллер (ЧЕ), Том Винкельхаузен (ЧМ) тренер: Ховард Вад Петерссон                                                | ЧЕ 2023 · ЧШМ 2024 · ЧМ 2024 (7 место)                                   |
| 2024—25                                             | Бенуа Шварц ван Беркель | Янник Шваллер   | Свен Михель    | Пабло Лаша-Кушпен | Том Винкельхаузен (ЧЕ) Ким Шваллер (ЧМ) тренер: Ховард Вад Петерссон                                                 | ЧЕ 2024 (4 место) · ЧШМ 2025 · ЧМ 2025                                   |
| Кёрлинг среди смешанных пар (mixed doubles curling) |                         |                 |                |                   | |                                                                          |
| 2010—11                                             | Алина Пец               | Свен Михель     |                |                   | | ЧМСП 2011                                                                |
| 2017—18                                             | Мишель Ягги             | Свен Михель     |                |                   | тренер: Себастьян Шток (ЧМСП)                                                                                        | ЧШСП 2018 · ЧМСП 2018                                                    |
| 2019—20                                             | Алина Пец               | Свен Михель     |                |                   | тренер: Сильвана Тиринцони                                                                                           | ЧШСП 2020                                                                |
| 2020—21                                             | Алина Пец               | Свен Михель     |                |                   | | ЧШСП 2021                                                                |
| 2021—22                                             | Алина Пец               | Свен Михель     |                |                   | тренер: Stefan Meienberg (ЧМСП)                                                                                      | ЧШСП 2022 · ЧМСП 2022                                                    |
| 2022—23                                             | Алина Пец               | Свен Михель     |                |                   | | ЧШСП 2023                                                                |
| 2023—24                                             | Алина Пец               | Свен Михель     |                |                   | | ЧШСП 2024                                                                |
| 2024—25                                             | Алина Пец               | Свен Михель     |                |                   | тренер: Петер де Круз (ЧМСП)                                                                                         | ЧШСП 2024 · ЧМСП 2025 (11 место)                                         |

(скипы выделены полужирным шрифтом)